# Eutektoid

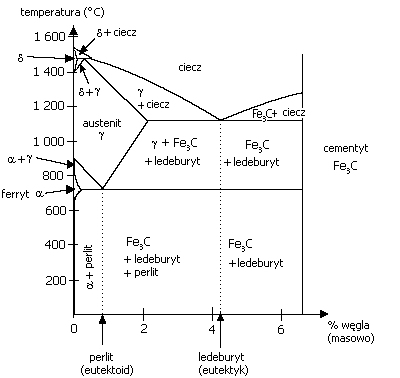
Wykres równowag fazowych w układzie Fe–Fe_{3}C
Eutektoid: 0,77%C (perlit), temperatura przemiany perlitycznej: 727 °C

Eutektoid (eutektoida, mieszanina eutektoidalna) – drobnokrystaliczna mieszanina dwóch lub więcej faz przypominająca budową mieszaninę eutektyczną, ale powstała w stanie stałym.
W najlepiej znanym przypadku równowagi fazowej w układzie żelazo z węgiel przemiana eutektoidalna zachodzi w temperaturze 727 °C w zakresie stężeń 0,0218–2,11%C. 
W pierwszym etapie przemiany fazowej stopów zawierających więcej niż 0,0218%C, lecz mniej niż 0,77%C (stal podeutektoidalna), zachodzącej w czasie chłodzenia, w strukturze austenitu (faza γ) powstają drobne kryształy ferrytu (faza α o mniejszej zawartości węgla). W miarę postępu tego procesu punkt opisujący skład układu przemieszcza się w dół przez obszar współistnienia faz α i γ. Zwiększa się zawartość węgla w austenicie oraz udział ferrytu w mieszaninie kryształów. W temperaturze 727 °C jest osiągane graniczne stężenie węgla w obu fazach stałych (austenit: 0,77%C, ferryt: 0,0218%C). Pojawia się trzecia faza stała, o większej zawartości węgla – węglik Fe3C. Rozpoczyna się przemiana perlityczna, która jest procesem inwariantnym (2 składniki, 3 fazy, zero stopni swobody; zobacz – reguła faz), polegającym na równoczesnym powstawaniu drobnych kryształów fazy α i Fe3C (cementyt). Ta mieszanina eutektoidalna bywa nazywana "perlitem kulkowym" lub "perlitem płytkowym", zależnie od kształtu kryształów cementytu, znajdujących się w osnowie ferrytycznej. Formy płytkowe i pasemkowe powstają w warunkach większego przechłodzenia stopu (poniżej 727 °C). Przemiana perlityczna zachodzi do chwili wyczerpania fazy γ'', po czym temperatura zaczyna spadać (układ odzyskuje jeden stopień swobody).  
W pierwszym etapie analogicznej przemiany stopów zawierających więcej niż 0,77%C, lecz mniej niż 2,11%C (stal nadeutektoidalna), w strukturze austenitu powstają drobne kryształy cementytu i zmniejsza się zawartość węgla w sieci krystalicznej fazy γ. Punkt opisujący skład układu przemieszcza się w dół przez obszar współistnienia faz γ i Fe3C. W temperaturze 727 °C pojawia się trzecia faza stała, o mniejszej zawartości węgla – drobnokrystaliczny ferryt. Rozpoczyna się zerozmienny proces powstawania perlitu nadeutektoidalnego, który kończy się w chwili wyczerpania austenitu. Produktem tej przemiany jest stal, w której ziarna cementytu są otoczone mieszaniną perlitem (fazy α i Fe3C).
Szczególnym przypadkiem jest przemiana austenitu zawierającego 0,77%C, która rozpoczyna się i kończy w temperaturze 727 °C. Wszystkie kryształy fazy γ ulegają przekształceniu w perlit – drobnoziarnistą mieszaninę faz α i Fe3C.